# Leggett (California)
Leggett es un lugar designado por el censo ubicado en el condado de Mendocino en el estado estadounidense de California. En el año 2010 tenía una población de 122 habitantes.

## Geografía
Leggett se encuentra ubicado en las coordenadas 39°51′54″N 123°42′55″O / 39.86500, -123.71528.